# Эйкен, Кимберли Клариса
Кимберли Клариса Эйкен (англ. Kimberly Clarice Aiken; 11 октября 1975, г. Колумбия (Южная Каролина), США) — победительница конкурса «Мисс Америка» 1994 года.
Пятая за всю историю проведения конкурса — женщина афроамериканка.
До этого была победительницей конкурсов «Мисс Колумбия» и «Мисс Южная Каролина» (1993) .
По оценке журнала «People» темнокожая К. Эйкен — одна из «50 самых красивых людей в мире».
Посещала лекции по бухгалтерскому учёту в университете Южной Каролины, позже окончила Нью-Йоркский университет. После победы на конкурсе «Мисс Америка» занималась общественной работой, связанной с оказанием помощи бездомным людям.
До 2001 года работала в одной из крупнейших в мире аудиторско-консалтинговых компании Ernst & Young.
Продолжила карьеру на телевидении. Профессиональный диктор.
Снимается в телевизионных фильмах и сериалах, участвует в телешоу.
Замужем, имеет двоих детей.

## Фильмография
- Американское приключение (телесериал, 1988—н. в.)
- Тренер (телесериал, 1989—1997)
- Большой ремонт (телесериал, 1991—1999)
- Comic Relief: Baseball Relief '93 (ТВ, 1993)
- The 78th Annual Miss America Pageant (1998)
- Конкурс «Мисс Америка» (ТВ, 2003)
- Ночное шоу с Джейем Лено (телесериал, 1992—2014).